# مارا رييس
مارا رييس (بالإسبانية: Mara Reyes)‏ هي سائقة سباق مكسيكية، ولدت في 12 مارس 1977 في باتشوكا في المكسيك.

## وصلات خارجية
- مارا رييس على موقع Racing-Reference.info (الإنجليزية)
- مارا رييس على موقع DriverDB.com (الإنجليزية)